# برنهارد بيشوف
برنهارد بيشوف (بالألمانية: Bernhard Bischoff)‏ هو فقيه لغة ومؤرخ ألماني، ولد في 20 ديسمبر 1906 في Altendorf ‏ في ألمانيا، وتوفي في 17 سبتمبر 1991 في ميونخ في ألمانيا.